# Mimozotale sikkimensis
Mimozotale sikkimensis är en skalbaggsart som först beskrevs av Stefan von Breuning 1940.  Mimozotale sikkimensis ingår i släktet Mimozotale och familjen långhorningar. Inga underarter finns listade i Catalogue of Life.